# Pietro Parolin
|  | Maskinoversættelse og/eller tvivlsomt indhold Denne sides indhold bærer præg af at være en maskinoversættelse og/eller meget dårligt og uklart formuleret. Det vurderes at sproget er så dårligt og eventuelt forkert eller til at misforstå, at det bør omskrives eller oversættes på ny. Du kan hjælpe med at oversætte til korrekt dansk i denne og lignende artikler. Hvis dette ikke sker inden for kort tid, kan en sletning komme på tale. Se evt. denne sides diskussionsside eller i artikelhistorikken. |

Pietro Parolin (født 17. januar 1955) er en italiensk katolsk prælat, der har fungeret som Vatikanets udenrigsminister siden 2013 og som medlem af Cardinals Council siden 2014, samme år som han blev udnævnt til kardinal. Han forventes at præsidere over det pavelige konklave i 2025.
Før sin embedsperiode som udenrigsminister for Vatikanet arbejdede Parolin i den diplomatiske tjeneste for Den Hellige Stol i 30 år, hvor hans opgaver omfattede perioder i Nigeria, Mexico og Venezuela, samt mere end seks år som understatssekretær for forbindelser med stater.
Parolin er blevet kaldt papabile, en kandidat til at efterfølge Frans som pave.
Pave Frans hævede ham til rang af kardinalbiskop med virkning fra 28. juni 2018. I oktober 2018 sagde Parolin, at Paul VI havde afvist en version af Humane Vitae, der "var begrænset til en streng bekræftelse af doktrinen, som kristne og alle mennesker blev bedt om at overholde føjelig og uden forbehold". Ifølge Parolin, gjorde debatter efter udgivelsen, det umuligt for mange mennesker at se dens accent på barmhjertighed. 

## Personligt liv
Parolin taler venetiansk og italiensk som modersmål, flydende engelsk og fransk, og taler spansk næsten som modersmål.  

## Synspunkter

### Ægteskab mellem personer af samme køn
I 2015 erklærede Parolin, efter de irske borgeres godkendelse af folkeafstemningen om lovliggørelse af ægteskab mellem personer af samme køn, at resultatet af afstemningen var "et nederlag for menneskeheden", og sagde, at han var meget ked af det, der var sket. 